# Àngels Freixanet i Picanyol
Àngels Freixanet i Picanyol (Moià, 1940) és una escultora i pintora manresana.

## Formació
Va ser alumna d'Estanislau Vilajosana i Evarist Basiana, va estudiar també a l'Escola d'Arts i Oficis de Manresa, a l'Escola Massana i a la de Pintura Mural Contemporània de Sant Cugat del Vallès.
Àngels Freixanet va començar la seva trajectòria artística en el món de la pintura, les seves primeres obres pictòriques presenten una clara influència dels expressionistes francesos, sobretot de Rouault. Es tracta d'una pintura densa de formes simplificades però alhora agressives.
Arran del seu primer viatge a Nova York, es va posar en contacte amb el món informalista, els grans espais arquitectònics i la llibertat de les avantguardes. Allí va sentir la crida del ferro i va optar definitivament per l'escultura “El cas és que, quan vaig trobar-me davant el ferro, tot un dipòsit de formes va aparèixer davant els meus ulls. En el ferro traspasso tota la força que hi ha en mi, i a la vegada tota la fascinació per la força, la noblesa i l'essencialitat d'aquest material”. Des de llavors, Freixanet ha anat realitzant construccions fetes amb ferro i treballades amb el bufador i el martell.
La seva obra molt sovint està inspirada en les formes de la natura, i les seves escultures destaquen per la seva força i també són un exemple ecològic, ja que recupera els materials rebutjats per la societat i els converteix, respectant la seva naturalesa, en obres d'art, objectes capaços de comunicar idees i transmetre sentiments.
A banda de la pintura i l'escultura, també practica el gravat.

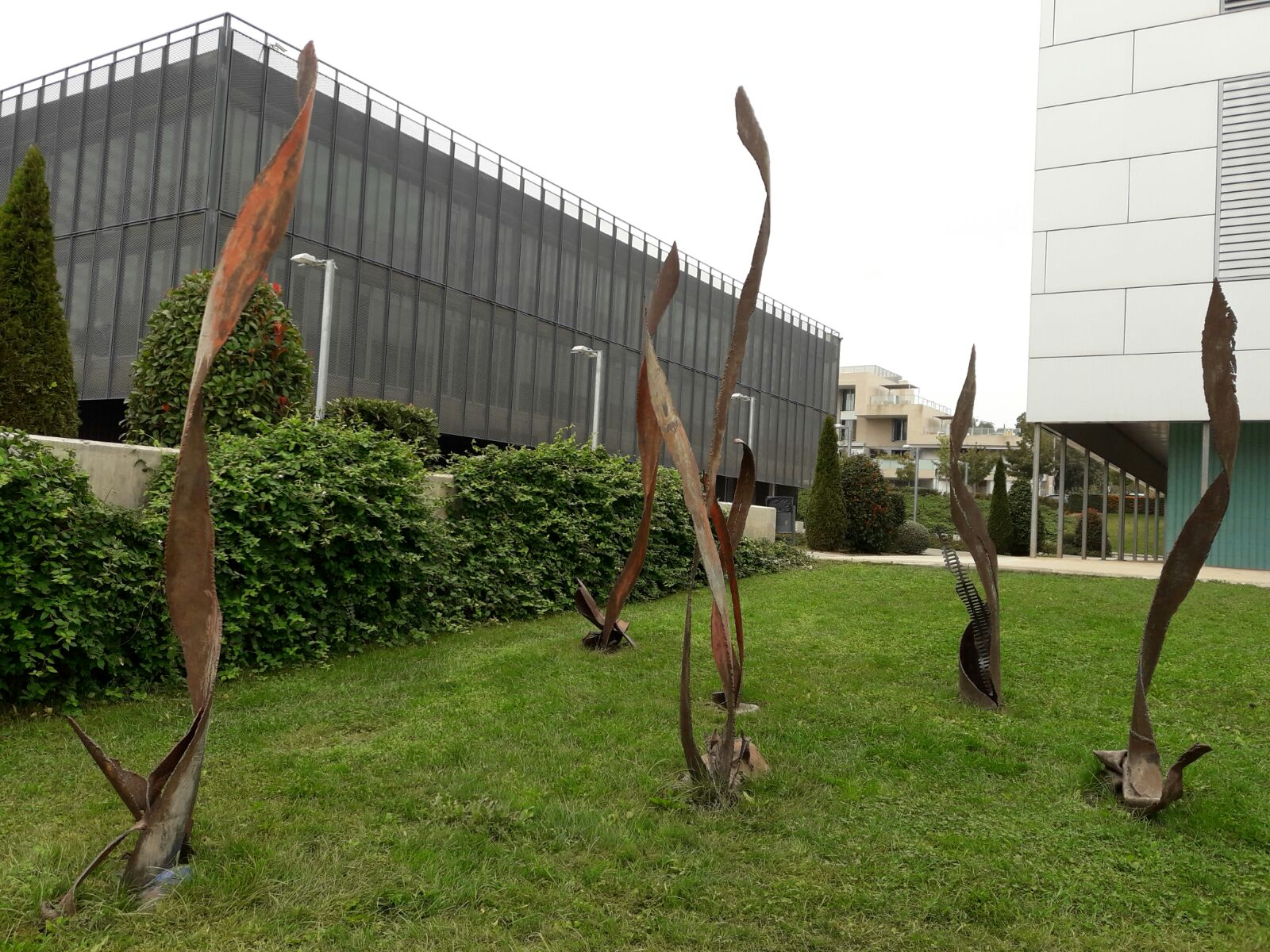
Vegetació perenne, escultura d'Àngels Freixanet a Manresa, 2014-2015, ferro reciclat (200x200x300)

## Obra i Exposicions
L'any 1974 va presentar la seva primera exposició d'escultura a la sala Gaudí de Barcelona. Des de llavors, ha presentat una cinquantena d'exposicions individuals a diverses ciutats espanyoles i europees, com ara Madrid, Bilbao, Màlaga, París, Milà i Ginebra, entre d'altres. També ha participat en exposicions col·lectives a París, Stuttgart, Nova York, etc.
A partir de 1990 la seva obra va incorporar el color i altres materials naturals conjuntament amb el ferro. Els darrers anys ha exposat de forma individual a la Casa Elizalde de Barcelona, a l'Instituto Cervantes de Milà, a l'Urban Gallery de Saragossa i al Centro Cultural Blanquerna de Madrid, així com en altres espais. El 2005, amb motiu de l'Any del Llibre, va exposar sis llibres escultura de gran format als jardins del Palau Robert de Barcelona. I durant els anys 2006 i 2007 les seves obres es van poder veure a la terminal A de l'aeroport del Prat. L'any 2011 va presentar al Centre Cultural i a la Biblioteca del Casino de Manresa una exposició antològica que feia un repàs a tota la seva trajectòria artística anomenada “Un passeig per l'art d'Àngels Freixanet”. El 2017 va presentar al campus de la Fundació Universitària del Bages una exposició retrospectiva que portava per títol “On l'emoció et porti” una col·lecció de 25 peces, tres de les quals eren inèdites. Una de les obres exposades més destacades era l'escenografia que Àngels Freixanet va crear per l'obra teatral “El Retaule de la Llum”, un musical de Manel Camp i Joan Barbé estrenat a Manresa el febrer de 2001 per commemorar el centenari de l’Orfeó Manresà.
La seva obra es pot contemplar a diversos museus de la geografia espanyola, així com a l'aeroport d'Orly de París i a Porto. Destaquen les escultures de gran format als espais públics, com “L´Àngel del Voluntariat”, dedicada al centenari de la Creu Roja, “Mil Cent”, aixecada amb motiu dels mil cent anys de Manresa, totes dues ubicades a aquesta ciutat. “Rambla del Garraf”, símbol d´aquella comarca, es pot veure a la carretera que va des de Sant Pere de Ribes a Vilanova i la Geltrú. L'escultura “L'Esperit del Paper” presideix les noves instal·lacions del Grup Editorial Zeta a Parets del Vallès. A Súria es pot veure la seva obra amb el "Monument al miner" i també davant l'estació de Molins de Rei on hi ha l'escultura “Des de l'estació”.
També ha creat trofeus per diversos premis culturals i científics com ara els del I Concurs de Video de la Costa Brava a Lloret, el del diari “Regió 7”, els commemoratius del XXV aniversari de la Mútua Manresana de Previsió Social, els corresponents a la VIII Jornada d´Urgències Hospitalàries de Catalunya, els de Ràdio Associació 2000 i el Premi “Plácido” atorgat en el Festival de Cinema de Manresa.

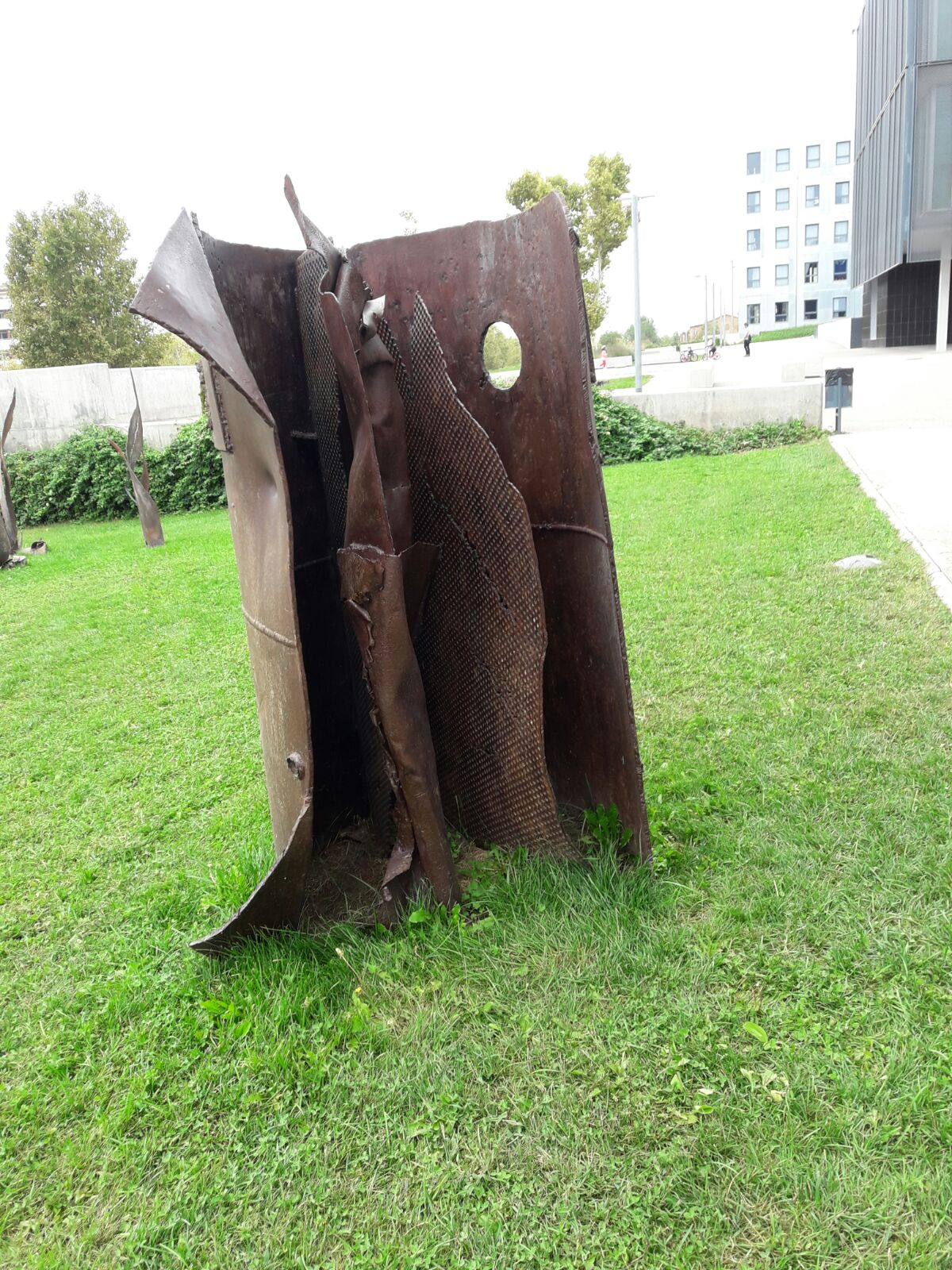
Llibre del Consolat de Mar, d'Àngels Freixanet a Manresa, 2006, ferro reciclat (185x100x100)

## Premis
Àngels Freixanet ha rebut nombrosos premis a nivell nacional i internacional, dels quals destaquen la Medaille d'Argent al Salon International de Peinture et Sculpture Franco-Européene a Antibes, la Medaille d'Or al Grand Prix International de Peinture et Sculpture a Saint Jean Les Pins el 1978, la Medaille d'Argent al Salon International d'Arts Plastiques de Bèziers el 1980. Així com dues vegades el primer premi d'escultura a les edicions 55a i 67a de l'Exposició d'Artistes Manresans.